# Fredy Otárola
Fredy Rolando Otárola Peñaranda (Huaraz, Perú, 5 de mayo de 1961) es un abogado, notario, empresario y político peruano. Fue ministro de Justicia y ministro de Trabajo durante el gobierno de Ollanta Humala. Además, fue presidente del Congreso desde 2013 hasta el 2014 y congresista de la república por Áncash en 2 periodos.

## Biografía
Nació en Huaraz, el 5 de mayo de 1961. Hijo del maestro huaracino Saturnino Otárola Cáceres, quien fue director de las escuelas normales de Huari y Tingua. Su madre fue la maestra chacasina Olga Peñaranda Mazzini, cuyo abuelo fue un empresario minero italiano asentado en Chacas, Rafael Mazzini Garibaldi, pariente de Giuseppe Garibaldi. Es hermano mayor de Alberto Otárola, expresidente del consejo de ministros durante el gobierno de Dina Boluarte.
Realizó sus estudios de primaria en las escuelas Antonio Raimondi y Jorge Basadre; y los de secundaria en el Mariscal Luzuriaga de la misma ciudad. Se tituló de abogado en la Universidad de San Martín de Porres de Lima en 1986 y, posteriormente, se especializó en Derecho Civil Comercial fundando en Huaraz, la notaría Otárola.

## Vida política

### Congresista
En las elecciones parlamentarias del 2006, postuló al Congreso de la República por la alianza entre el Partido Nacionalista Peruano y Unión por el Perú, que tenía como candidato presidencial a Ollanta Humala. Culminando los procesos, Otárola resultó elegido congresista en representación del Departamento de Áncash para el periodo parlamentario 2006-2011.
En el parlamento fue vocero de la bancada nacionalista desde 2007 hasta el 2008. Fue responsable político regional del Partido Nacionalista Peruano en Áncash (2006-2010)
Fue reelegido en las elecciones parlamentarias del 2011 por la alianza Gana Perú para el periodo parlamentario 2011-2016.
Nuevamente ejerció como vocero de la bancada desde 2011 hasta el 2012.

### Presidente del Congreso
El 26 de julio del 2013, Otárola fue elegido como presidente del Congreso para el periodo 2013-2014 derrotando al fujimorista Octavio Salazar, quien era su contrincante por la oposición.
Fue miembro de la Comisión Permanente y vicepresidente de la Comisión de Justicia y Derechos Humanos.

### Ministro de Trabajo
El 24 de julio del 2014, juró como ministro de Trabajo reemplazando a Ana Jara Velásquez, quien luego asumiría como primera ministra.
Permaneció en el cargo hasta que renunció el 17 de febrero del 2015, donde fue reemplazado por Daniel Maurate.

### Ministro de Justicia
El 17 de febrero del 2015, juró como ministro de Justicia tras la renuncia de Daniel Figallo por el escándalo con Martín Belaúnde Lossio.
Renunció al cargo el 2 de abril del 2015 y fue reemplazado por Gustavo Adrianzén.
En las elecciones parlamentarias del 2021, Otárola volvió a postular al Congreso por el Partido Nacionalista Peruano. Sin embargo, no resultó elegido.